# Franz Nissl (Elektrotechniker)
Franz Nissl (* 1. September 1852 in Budweis, Böhmen; † 30. April 1942 in Wien) war ein österreichischer Elektrotechniker und Industrieller.
Mit Karl August Czeija  betrieb er ab 1884 die "Telephon- und Telegraphenfabrik Czeija, Nissl & Co." Er wurde am Hietzinger Friedhof bestattet.
Diese Firma hatte wesentlichen Anteil am Aufbau des Telefonnetzes der österreichisch-ungarischen Monarchie.